# Curva de Samara

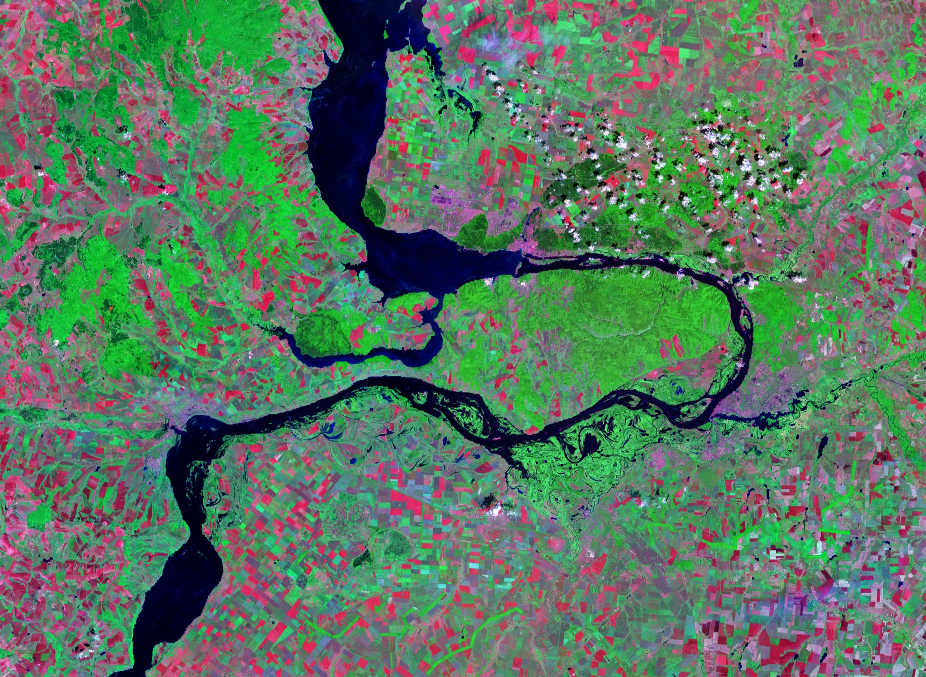
Curva do Samara, em imagem de satélite

Curva de Samara (em russo: Самарская Лука; romaniz.: Samarskaya Luka) é uma curva do Volga, em forma de u, onde o rio Samara se encontra com o Volga num maciço cume de calcário de 370 metros de altura, o Jiguli. Fica no oblast de Samara, na Rússia.